# River Splatch
River Splatch est une attraction aquatique de type bûches, située dans le parc d'attractions Bagatelle à Merlimont, dans le Pas-de-Calais.

## Description

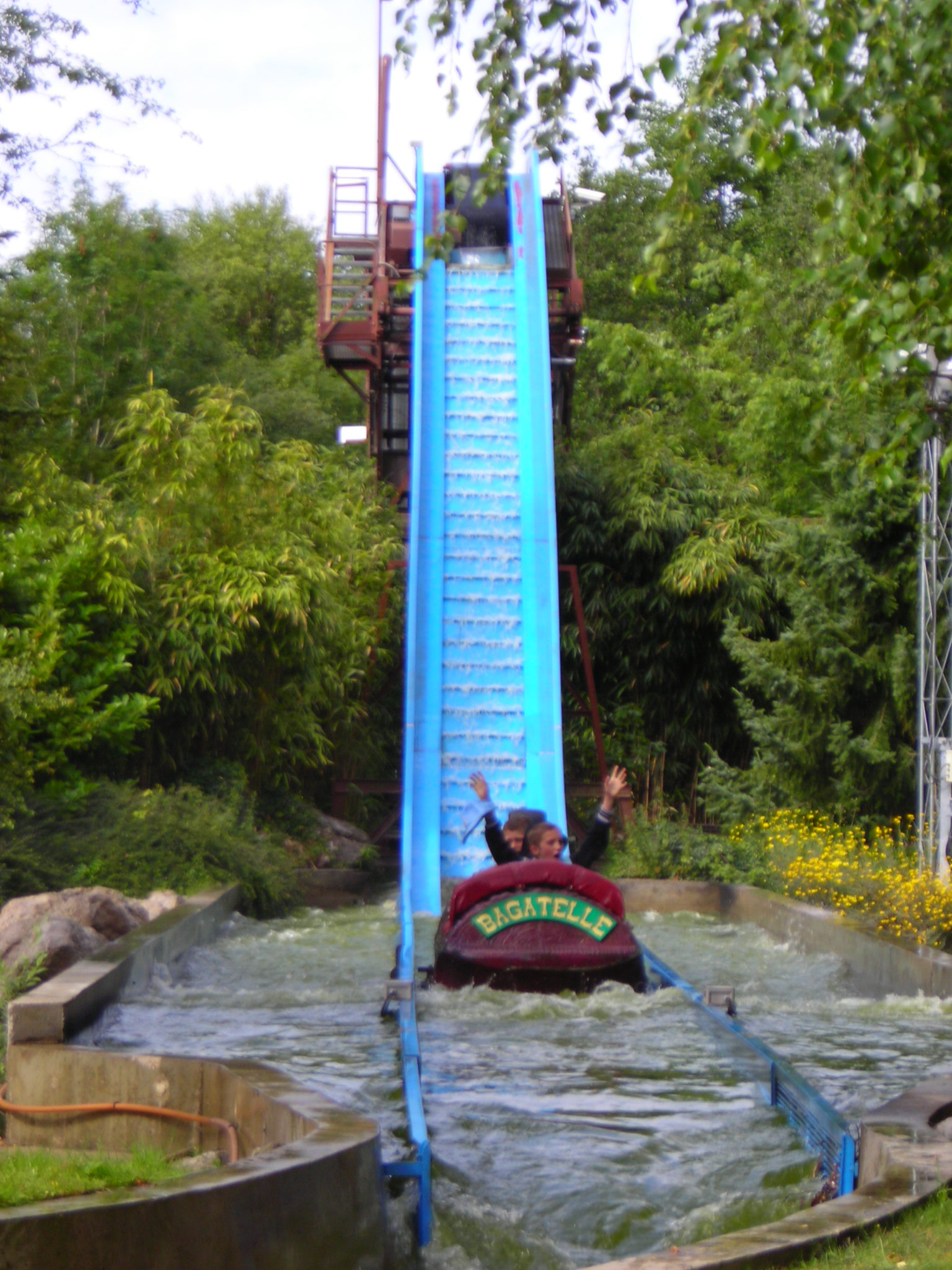
Chute

Située dans la partie centrale du parc et construite par Reverchon Industries, elle ouvre en 1976.
L'attraction accueille les visiteurs de plus d'un mètre dans ses embarcations, sa capacité est de 400 personnes par heure.
Au milieu des années 1970, le parc pas-de-calaisien désire se moderniser et entame une période d'investissements importants.
Avant l'ouverture de la saison 2006, la grotte artificielle du River Splatch prend feu. C'est sans décor que rouvre le 18 juin 2006 l'attraction renommée Ch'plouf. Une grotte en béton projeté, chapeautée par un phare, est réalisée en 2009. La fabrication de ce décor en béton sculpté est confié à la société belge Giant.
En 2018, la direction du parc réalise un classement des attractions les plus prisées. Le trio de tête se compose du Gaz Express, du Raft et du River Splatch.

## Parcours
Le parcours est composé de deux montées dont la plus haute est de 13 mètres de haut, il est aussi composé d'une petite descente de 2 mètres.
Après l'embarquement, le véhicule parcourt un canal. Il entame ensuite une montée qui est suivie par une chute de deux mètres. Le circuit se poursuit avant une montée plus haute. Le véhicule passe au niveau d'un système de photo sur le vif et descend de treize mètres dans les éclaboussures en contrebas avant de rentrer en gare.